# 鬼來電完結篇
《鬼來電完結篇》（日语：着信アリFinal）是一部2006年日韓合拍的恐怖片，鬼來電系列電影完結篇，人物與前二集並無相關。日本上映日期為2006年6月24日。
完結篇的劇情，沿用第一集「水沼美美子的詛咒」，死亡的學生口中都含著一顆紅色糖果。但此集收到未接留言時，如果轉寄給其他人，就不會死，而收到別人轉寄留言的那個人如果無法將簡訊轉寄出去就會死，與前二集收到留言的人就會死亡的劇情較不相同，也反映出人性深層的黑暗面。
此集場景主要位於韓國。

## 故事
安城高中2年C班一行人因為畢業旅行而來到了韓國，惠美里十分期待與韓國網友安吉奴見面，同時也為密友明日香不能一起來畢業旅行感到可惜。但事實上明日香是因為受到班上同學的欺負才選擇留在日本，而沒參加畢業旅行。
原本看似一切順利的畢業旅行，突然一個陰森且熟悉的鈴聲從一名學生的手機中響起。從「未來」寄來的的未接留言，並還附上一張收信人死亡時的照片……這就是傳說中的「死亡預告鈴聲」。不久之後，死亡預告還是殘忍的實現了，並且接二連三找上了其他的學生。所有人忽然之間從不信邪的態度，轉而充滿了恐慌以及開始對其他人產生猜忌。唯一可以避免一死的方法，就是將死亡預告轉寄出去。原本歡樂的畢業旅行，頓時之間變成了殘暴殺戮的修羅場。而惠美里與吉奴便著手調查這件事情，意外發現這一切竟是由因為精神意識昏迷的明日香所引起的……然而，真正的明日香卻是躺在加護病床上……。

## 主要人物
- 松田明日香（堀北真希飾）

本作品的女主角，惠美里的密友，曾經送給惠美里一個手機吊飾，並約定要一起去海邊。
第一個接到水沼美美子死亡來電的人
在學校被稱為「PAM」，由來是她之前被稱呼為「SPAM」的簡稱。
被班上的同學欺負而上吊自殺，但沒有成功，躺在加護病房上。而她被欺負的原因是因為幫之前被欺負的惠美里說話轉而被欺負。後來在惠美里的呼喊下甦醒，意識到自己跟美美子用死亡來電殺人感到愧疚，原本打算跳樓，但惠美里卻希望自己成為死亡來電的最後一個犧牲者，不要讓明日香死去。但是吉奴將惠美里的手機偷走後接聽，讓惠美里看見了他在自己面前死亡而衝擊過度，導致無法對外界有任何行動或反應，雙腿也不能行走。
最後，明日香帶著坐在輪椅上的惠美里一起去海邊。
- 草間惠美里（黑木メイサ飾）

本作品的另一位女主角，明日香的密友，曾約定要一起去海邊。
跟全班（除了明日香）一起去韓國畢業旅行，但是因為死亡來電而與韓國好友吉奴一起追查真相，後來發現所有的事件都與明日香有關，但是明日香還是失去意識的躺在加護病房裡，後來才知道跟她通話的明日香其實是美美子的怨靈。
後來發現只要讓明日香的電腦死機，就可以阻止死亡來電，便開始採取行動，而這個作戰後來也成功了。
在與美美子的怨靈通話時，透過手機呼喊著明日香使其恢復意識，並傾訴自己看見明日香代替她被欺負，而她卻袖手旁觀感到後悔。為了不要讓明日香跳樓了結自己，而不顧明日香的勸阻選擇成為最後的犧牲者，並吃下了美美子給的特大號糖果。但由於吉奴希望惠美里活下去而拿走手機，所以惠美里沒死，但是惠美里看見吉奴在她的眼前死亡而衝擊過度，導致無法對外界有任何行動或反應，雙腿也不能行走。
故事最後與明日香一起到了海邊。
- 安吉奴（張根碩飾）

惠美里的韓國網友，用手語跟惠美里溝通。
跟惠美里一起調查死亡來電，後來發現只要讓明日香的電腦死機，就可以阻止死亡來電，便開始採取行動，而這個作戰後來也成功了。
在惠美里成為最後的犧牲者時，將惠美里地手機拿走，並跟惠美里說「我不會讓妳死的」之後在惠美里的面前死亡，導致惠美里精神創傷。

## 人物列表
| 劇名               | 演員                  |
| ------------------ | --------------------- |
| 松田明日香 （Pam） | 堀北真希              |
| 草間えみり         | 黑木梅紗              |
| アン‧ジヌ （吉奴） | 張根碩                |
| 水沼美美子         | 大島かれん 吉永每莉奈 |
| 今原信一           | 栩原樂人              |
| 島崎真理           | 上脇結友              |
| 真鍋友香           | 高橋あゆみ            |
| 園田美咲           | 野田よし子            |
| 塚本浩之           | 森岡龍                |
| 川崎行雄           | 渋谷圭祐              |
| 小林秀樹           | 宇賀那健一            |
| 藤澤惠美           | 佐藤麻優              |
| 立花楓             | 矢田千夏              |

其他學生（劇中未提及劇名，按片尾演員列表順）
| 劇名       | 演員       |
| ---------- | ---------- |
| 高梨奈津子 | 恒吉梨繪   |
| 深堀夕紀   | 內藤有紗   |
| 武井耕平   | 川本貴則   |
| 久本健介   | 石田勇太   |
| 及川美保   | 松本夏空   |
| 佐佐木恭子 | 池田壽奈   |
| 茂呂宗和   | 荒川優     |
| 松野明彥   | 板橋春樹   |
| 遠山明子   | 井上春乃   |
| 綿谷ユリ   | 高安祐希   |
| 中山陽子   | 尾畑美依奈 |
| 石川重明   | 五十畑迅人 |
| 宮本速人   | 岩井涼人   |
| 村井孝志   | 石嶌弘忠   |

受害者
| 劇名       | 演員       |
| ---------- | ---------- |
| 楠木梓     | 天川美穗   |
| 三上輝也   | 山根和馬   |
| 川中瑞江   | 橋本真實   |
| 赤池徹     | 村上雄太   |
| 矢澤美野里 | 朝倉えリか |
| 木部義孝   | 板尾創道   |
| 小泉丈弘   | 山方隆士   |

## 幕後團隊
- 製作：黑井和男
- 企劃‧原作：秋元康
- 監製：有重陽一﹑山本章
- 導演：麻生學
- 腳本：大良美波子﹑真二郎
- 攝影：田中一成
- 美術：磯田典宏
- 照明：岡野清
- 錄音：瀧澤修
- 剪接：川島章正
- 裝飾：西渊浩祐
- CG監製：坂美佐子
- 配樂：遠藤浩二
- 音效：柴崎憲治
- 助理監督：水戶敏博

## 主題歌
『思い出のすぐそばで／咫尺回憶』
- 作詞：秋元康
- 作曲：江崎敏子
- 編曲：羽毛田丈史
- 演唱：中孝介

## 外部連結
- 互联网电影数据库（IMDb）上《鬼來電完結篇》的资料（英文）